# Property List Editor
Property List Editor est un logiciel édité par Apple. Il est inclus dans les outils développeur (en) de Mac OS X. Ce logiciel permet la lecture et l'édition facile des fichiers plist.